# Волков, Дмитрий Александрович (волейболист)
Дмитрий Александрович Волков (25 мая 1995, Новокуйбышевск) — российский волейболист, доигровщик клуба «Зенит» (Казань) и сборной России, чемпион Европы 2017 года. Заслуженный мастер спорта России (2021).

## Биография
Дмитрий Волков родился в Новокуйбышевске. Он является племянником волейболиста Евгения Петропавлова, известного по выступлениям за «Нову», краснодарское «Динамо», «Губернию» и молодёжную сборную России. Волейболом начинал заниматься в 2002 году в СДЮСШОР родного города под руководством тренера Светланы Алексеевны Медведевой.
В июле 2011 года выступал в составе команды новокуйбышевской СДЮСШОР на финальных соревнованиях V летней Спартакиады учащихся России в спортивном комплексе «Волей Град» под Анапой. По итогам Спартакиады коллектив из Самарской области занял 4-е место, а двое его игроков — капитан команды Дмитрий Волков и Денис Шенкель — получили вызов в юниорскую сборную России и новоуренгойский «Факел», на базе которого она формировалась.
В октябре 2011 года Волков начал выступления за фарм-команду «Факела» в Молодёжной лиге. Спустя полтора месяца стал обладателем приза самому ценному игроку чемпионата Восточно-Европейской волейбольной зональной ассоциации в Островце-Свентокшиском, который завершился победой юношеской сборной России. В феврале 2012 года в Нижнем Новгороде в составе сборной Ямало-Ненецкого автономного округа выиграл золото чемпионата России среди юношей 1995—1996 годов рождения.
В сезоне 2012/13 Дмитрий Волков стал серебряным призёром чемпионата Молодёжной лиги. В июле 2013 года в составе сборной России U19 под руководством Александра Карикова выиграл золотые медали на чемпионате мира в Мексике и Европейском юношеском олимпийском фестивале в Утрехте, по итогам мирового первенства был включён организаторами в символическую сборную.
Сезон Молодёжной лиги 2013/14 Дмитрий Волков полностью пропустил из-за проблем с позвоночником. Врачи выявили болезнь Шейермана — Мау и разработали безоперационную программу восстановления. За год Дмитрий нарастил мышечную массу на 25 кг, что позволило избавиться от беспокоивших его болей в спине.
Вернувшись в строй после вынужденного перерыва, Волков присоединился к молодёжной сборной России и в её составе одержал победу на чемпионате Европы, проходившем в августе — сентябре 2014 года в Нитре и Брно. Вскоре вместе с партнёрами по молодёжному «Факелу» Егором Клюкой и Ильёй Власовым пополнил состав основной команды и дебютировал в Суперлиге. Практически сразу отличающийся высокой эмоциональностью Волков стал игроком стартовой шестёрки «Факела», одним из ключевых исполнителей на приёме и в атаке уренгойской команды.
Летом 2015 года стал бронзовым призёром Европейских игр в Баку и победителем двух мировых первенств — в возрастных категориях U21 и U23. 17 июня 2016 года в Калининграде дебютировал в национальной сборной России в матче Мировой лиги с командой Сербии. В августе того же года выступал на Олимпийских играх в Рио-де-Жанейро.
В апреле 2017 года в составе «Факела» Дмитрий Волков завоевал Кубок вызова и был признан лучшим игроком финальных матчей турнира.
В сентябре 2017 года выиграл золото на чемпионате Европы в Польше и вошёл в символическую сборную первенства. В 6 матчах Волков поставил 15 результативных блоков, что стало лучшим показателем в российской команде и среди всех доигровщиков турнира.
В 2018 и 2019 годах Дмитрий Волков в составе сборной России становился победителем Лиги наций, причём в дебютном розыгрыше выполнял обязанности капитана национальной команды. По итогам обоих финальных этапов признавался организаторами одним из лучших доигровщиков.
В сезоне 2020/21 стал самым результативным игроком чемпионата России, набрав 553 очка в 31 матче. 9 апреля 2021 года главный тренер «Факела» Михаил Николаев сообщил, что Дмитрий Волков уходит из команды вместе с ещё несколькими волейболистами, в июне было объявлено о подписании контракта с казанским «Зенитом».
В 2021 году выиграл серебряную медаль Олимпийских игр в Токио, выходя в стартовом составе во всех матчах сборной Олимпийского комитета России. Помимо хорошей общей игры, стал одним из лучших игроков турнира по количеству очков на блоке.

## Статистика

### Со сборными
- Серебряный призёр Олимпийских игр (2020).
- Чемпион Европы (2017).
- Победитель Лиги наций (2018, 2019).
- Победитель чемпионата EEVZA среди юношей (2011).
- Чемпион мира среди юношей (2013).
- Победитель XII Европейского юношеского олимпийского фестиваля (2013).
- Чемпион Европы среди молодёжных команд (2014).
- Чемпион мира среди молодёжных команд (2015).
- Чемпион мира среди старших молодёжных команд (2015).
- Бронзовый призёр Европейских игр (2015).
- Чемпион всероссийской Спартакиады (2022) в составе сборной Татарстана.

### В клубной карьере
- Чемпион России (2022/23, 2023/24, 2024/25), бронзовый призёр чемпионата России (2018/19, 2021/22).
- Обладатель Кубка России (2021, 2022, 2023), финалист (2024) и бронзовый призёр (2025) Кубка России.
- Обладатель Суперкубка России (2023, 2024).
- Серебряный призёр чемпионата Молодёжной лиги (2012/13).
- Обладатель (2016/17) и финалист (2015/16) Кубка вызова.
- Бронзовый призёр клубного чемпионата мира (2018).
- Обладатель Кубка эмира Катара (2024).

### Индивидуальные призы
- MVP чемпионата EEVZA среди юношей (2011).
- MVP финала Кубка вызова (2017).
- Вошёл в символические сборные чемпионата мира среди юношей (2013), чемпионата мира среди молодёжных команд (2015), чемпионата Европы (2017), «Финала шести» Лиги наций (2018, 2019) и клубного чемпионата мира (2018).

## Награды
- Медаль ордена «За заслуги перед Отечеством» I степени (11 августа 2021 года) — за большой вклад в развитие отечественного спорта, высокие спортивные достижения, волю к победе, стойкость и целеустремленность, проявленные на Играх XXXII Олимпиады 2020 года в городе Токио (Япония)[12].